# Депресійна поверхня підземних вод
Депресійна поверхня підземних вод (рос. депрессионная поверхность подземных вод) – вільна поверхня безнапірних або п’єзометричних поверхонь напірних підземних вод, понижена в місці їх виходу на поверхню Землі або відкачуванні води (наприклад, до дренажних і водозабірних споруд). 
Форма депресійної поверхні навколо пунктів відкачування води в плані змінюється від кола (в однорідних за фільтраційними властивостями водоносних породах) до дуже витягнутого овалу (у геологічно порушених і неоднорідних за фільтраційними властивостями породах). Лінія перетину депресійної поверхні з вертикальною площиною називається депресійною кривою, яка в однорідних за фільтраційними властивостями водоносних породах має плавні обриси, а в неоднорідних – уступоподібні.
Син. - ДЕПРЕСІЙНА ВОРОНКА ПІДЗÉМНИХ ВОД.